# Dominique Rambo
Dominique Deon Rambo (Dallas, 25 aprile 1991) è un ex cestista statunitense.

## Palmarès
- Supercoppa svizzera: 1

Lugano Tigers: 2015